# فرودگاه مرله پلوژان
فرودگاه مُرلِه پلوژان (به فرانسوی: Aéroport de Morlaix Ploujean) یک فرودگاه همگانی با کد یاتا MXN است که یک باند فرود سنگفرش دارد و طول باند آن ۱۶۱۷ متر است. این فرودگاه در کشور فرانسه قرار دارد و در ارتفاع ۸۴ متری از سطح دریا واقع شده‌است.